# Gruschin-Festival

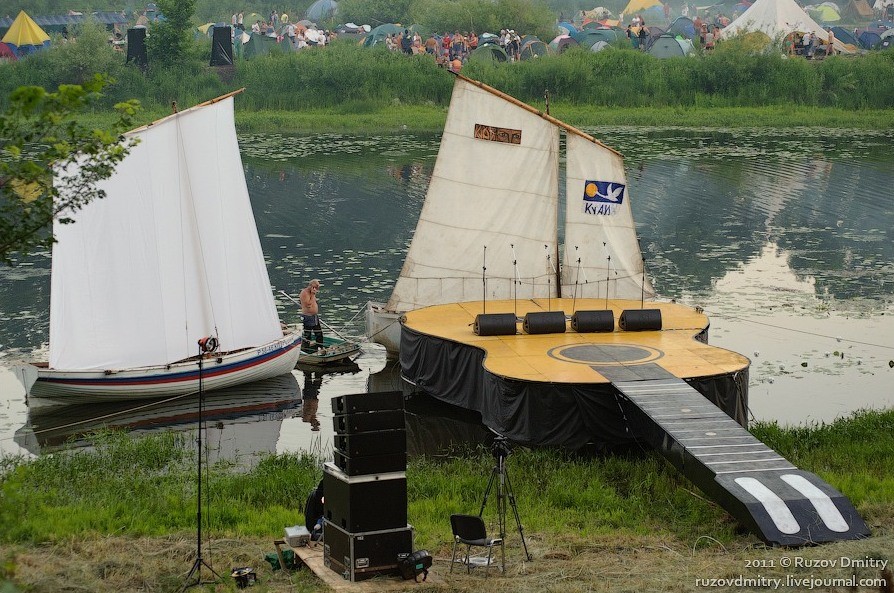
Die Hauptbühne des Festivals in der traditionellen Form einer Gitarre

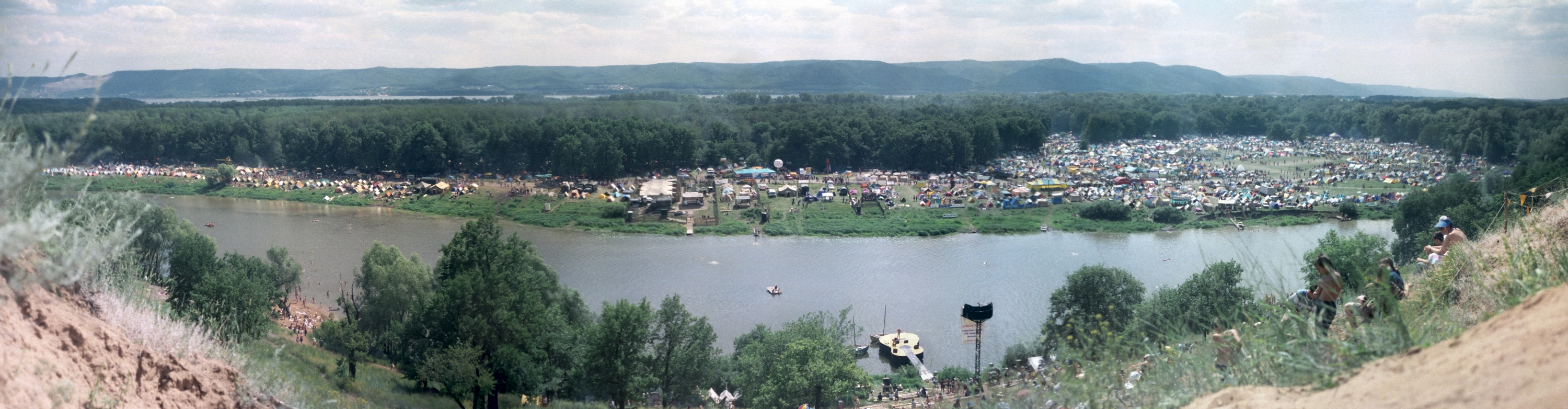
Panorama des Gruschin-Festivals

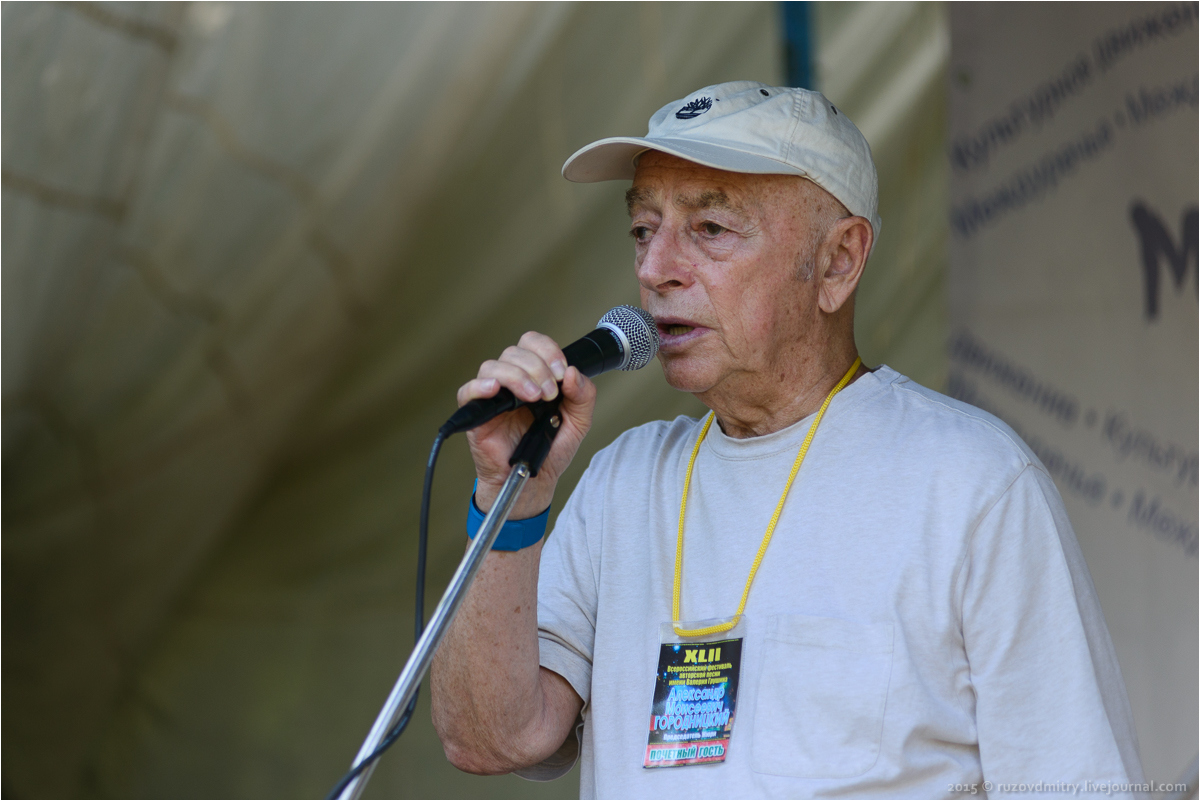
Alexander Gorodnizki beim XLII. Gruschin-Festival (2015)

Das Gruschin-Festival (russisch Грушинский фестиваль, englisch Grushinsky Festival) ist ein Musikfestival, das seit 1968 regelmäßig in der Nähe von Samara an den Mastrjukowskie-Seen (Мастрюковские озёра) in Russland stattfindet und ursprünglich seinen Schwerpunkt auf dem sowjetischen Autorenlied (russisch Авторская песня) hatte, d. h. dem Bard (бард)-Genre.
Das traditionsreiche Festival an der Wolga ist nach Waleri Fjodorowitsch Gruschin (1944–1967) benannt, einem Studenten der Nationalen Forschungsuniversität Sergei Pawlowitsch Koroljow Samara und Liedermacher, der während eines Ausflugs entlang des Flusses Tschuna (Sibirien) starb, als er ertrinkende Kinder retten wollte.
Zu den regelmäßigen Teilnehmern gehörten unter anderem  Juri Wisbor, Tatjana und Sergei Nikitin, Bulat Okudschawa, Alexander Dolski, Oleg Mitajew und Leonid Duchowny. Der Sänger und Liedermacher Alexander Gorodnizki  war langjähriger Leiter des Festivals.
Jedes Jahr kommen inzwischen bis zu über 100.000 Musikliebhaber aus aller Welt zum Gruschin-Festival. In der Ära der UdSSR lag die formelle Leitung des Festivals beim Komsomol (ВЛКСМ / WLKSM). Seit Ende der 1990er Jahre begann sich das Festival zu kommerzialisieren und verlor seinen ausschließlich auf das Autorenlied ausgerichteten Fokus.
2007 spaltete sich das Gruschin-Festival in zwei konkurrierende Festivals mit demselben Namen auf.